# Саннісайд-Таго-Сіті (Каліфорнія)
Саннісайд-Таго-Сіті (англ. Sunnyside–Tahoe City) — переписна місцевість (CDP) в США, в окрузі Пласер штату Каліфорнія. Населення — 1555 осіб (2020).

## Географія
Саннісайд-Таго-Сіті розташоване за координатами 39°9′1″ пн. ш. 120°9′41″ зх. д. / 39.15028° пн. ш. 120.16139° зх. д. (39.150413, -120.161364).  За даними Бюро перепису населення США в 2010 році переписна місцевість мала площу 8,76 км², уся площа — суходіл.

### Клімат
| Клімат : Саннісайд-Таго-Сіті | Клімат : Саннісайд-Таго-Сіті | Клімат : Саннісайд-Таго-Сіті | Клімат : Саннісайд-Таго-Сіті | Клімат : Саннісайд-Таго-Сіті | Клімат : Саннісайд-Таго-Сіті | Клімат : Саннісайд-Таго-Сіті | Клімат : Саннісайд-Таго-Сіті | Клімат : Саннісайд-Таго-Сіті | Клімат : Саннісайд-Таго-Сіті | Клімат : Саннісайд-Таго-Сіті | Клімат : Саннісайд-Таго-Сіті | Клімат : Саннісайд-Таго-Сіті | Клімат : Саннісайд-Таго-Сіті |
| Показник                     | Січ.                         | Лют.                         | Бер.                         | Квіт.                        | Трав.                        | Черв.                        | Лип.                         | Серп.                        | Вер.                         | Жовт.                        | Лист.                        | Груд.                        | Рік                          |
| Середній максимум, °C        | 3,7                          | 4,6                          | 6,7                          | 10,2                         | 15,3                         | 20,4                         | 25,5                         | 25,1                         | 21,0                         | 14,9                         | 8,3                          | 4,6                          | 13,3                         |
| Середній мінімум, °C         | −7,2                         | −6,7                         | −5,1                         | −2,8                         | 0,4                          | 3,7                          | 6,9                          | 6,5                          | 3,9                          | 0,2                          | −3,4                         | −6,2                         | −0,8                         |
| Норма опадів, мм             | 152                          | 134                          | 105                          | 54                           | 30                           | 17                           | 7                            | 8                            | 15                           | 46                           | 91                           | 141                          | 799                          |
| ---------------------------- | ---------------------------- | ---------------------------- | ---------------------------- | ---------------------------- | ---------------------------- | ---------------------------- | ---------------------------- | ---------------------------- | ---------------------------- | ---------------------------- | ---------------------------- | ---------------------------- | ---------------------------- |
| Джерело: WRCC                |                              |                              |                              |                              |                              |                              |                              |                              |                              |                              |                              |                              |                              |

## Демографія
Згідно з переписом 2010 року, у переписній місцевості мешкало 1557 осіб у 744 домогосподарствах у складі 321 родини. Густота населення становила 178 осіб/км².  Було 2119 помешкань (242/км²).
Расовий склад населення:
| - 95,1 % — білих - 1,0 % — азіатів - 0,3 % — корінних американців - 0,2 % — чорних або афроамериканців - 0,1 % — вихідців з тихоокеанських островів - 2,1 % — осіб інших рас |

До двох чи більше рас належало 1,4 %. Частка іспаномовних становила 5,4 % від усіх жителів.
За віковим діапазоном населення розподілялося таким чином: 12,3 % — особи молодші 18 років, 77,2 % — особи у віці 18—64 років, 10,5 % — особи у віці 65 років та старші. Медіана віку мешканця становила 40,7 року. На 100 осіб жіночої статі у переписній місцевості припадало 120,5 чоловіків;  на 100 жінок у віці від 18 років та старших — 125,8 чоловіків також старших 18 років.
Середній дохід на одне домашнє господарство  становив 71 947 доларів США (медіана — 59 727), а середній дохід на одну сім'ю — 90 389 доларів (медіана — 79 250). Медіана доходів становила 31 141 долар для чоловіків та 39 904 долари для жінок. За межею бідності перебувало 6,8 % осіб, у тому числі 2,7 % дітей у віці до 18 років та 0,0 % осіб у віці 65 років та старших.
Цивільне працевлаштоване населення становило 753 особи. Основні галузі зайнятості: мистецтво, розваги та відпочинок — 41,6 %, будівництво — 15,5 %, освіта, охорона здоров'я та соціальна допомога — 8,8 %, роздрібна торгівля — 8,4 %.